# Apocalypse du musée des Cloîtres
L'Apocalypse du musée des Cloîtres est un manuscrit de l'Apocalypse de Jean enluminé, daté du début du XIVe siècle, conservé au musée des Cloîtres du Metropolitan Museum of Art de New York (68.174). Il provient de Normandie et a été conservé un temps en Suisse où il a influencé l'enluminure locale. 

## Historique

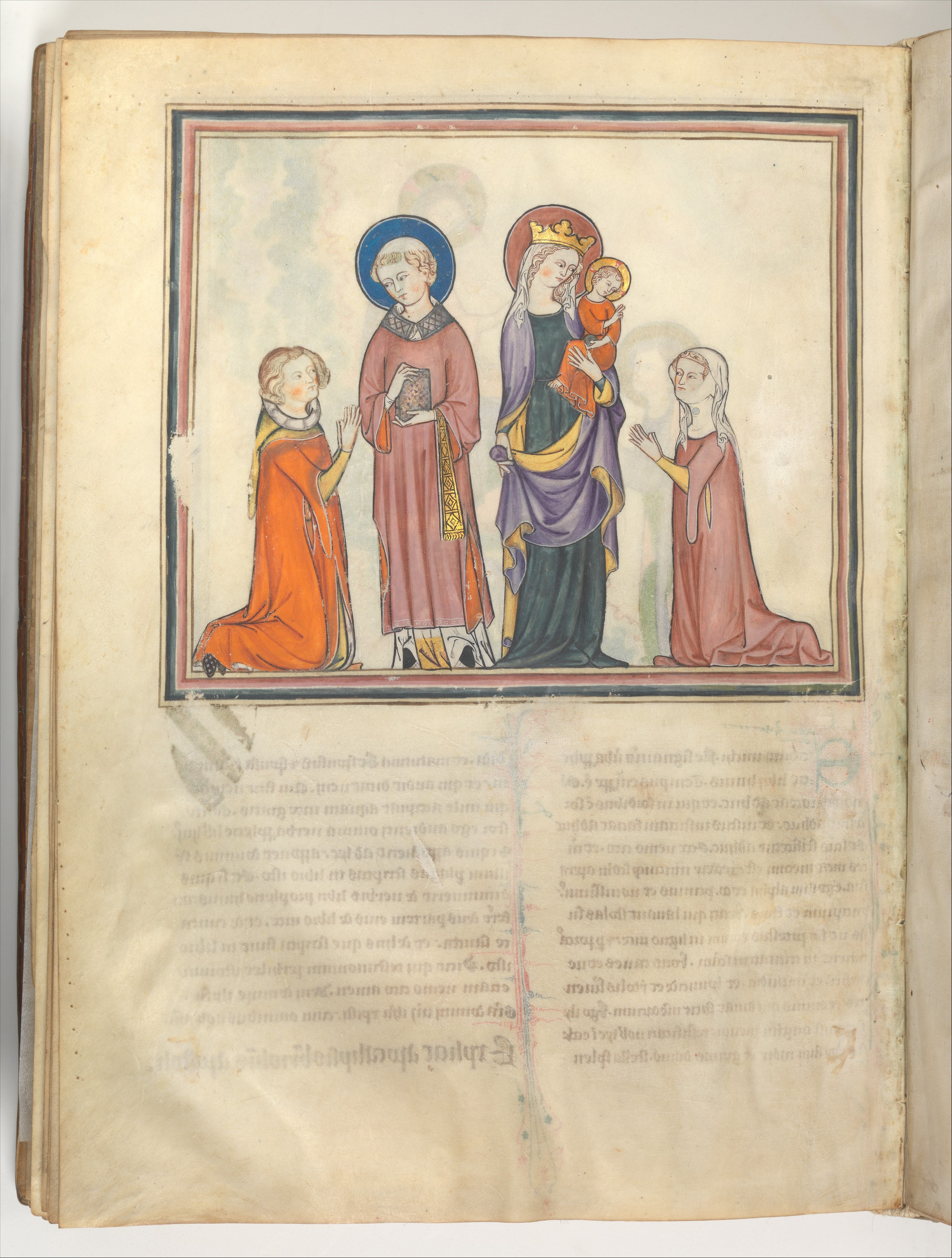
Les commanditaires avec saint Jean et la Vierge à l'Enfant, f.38v.

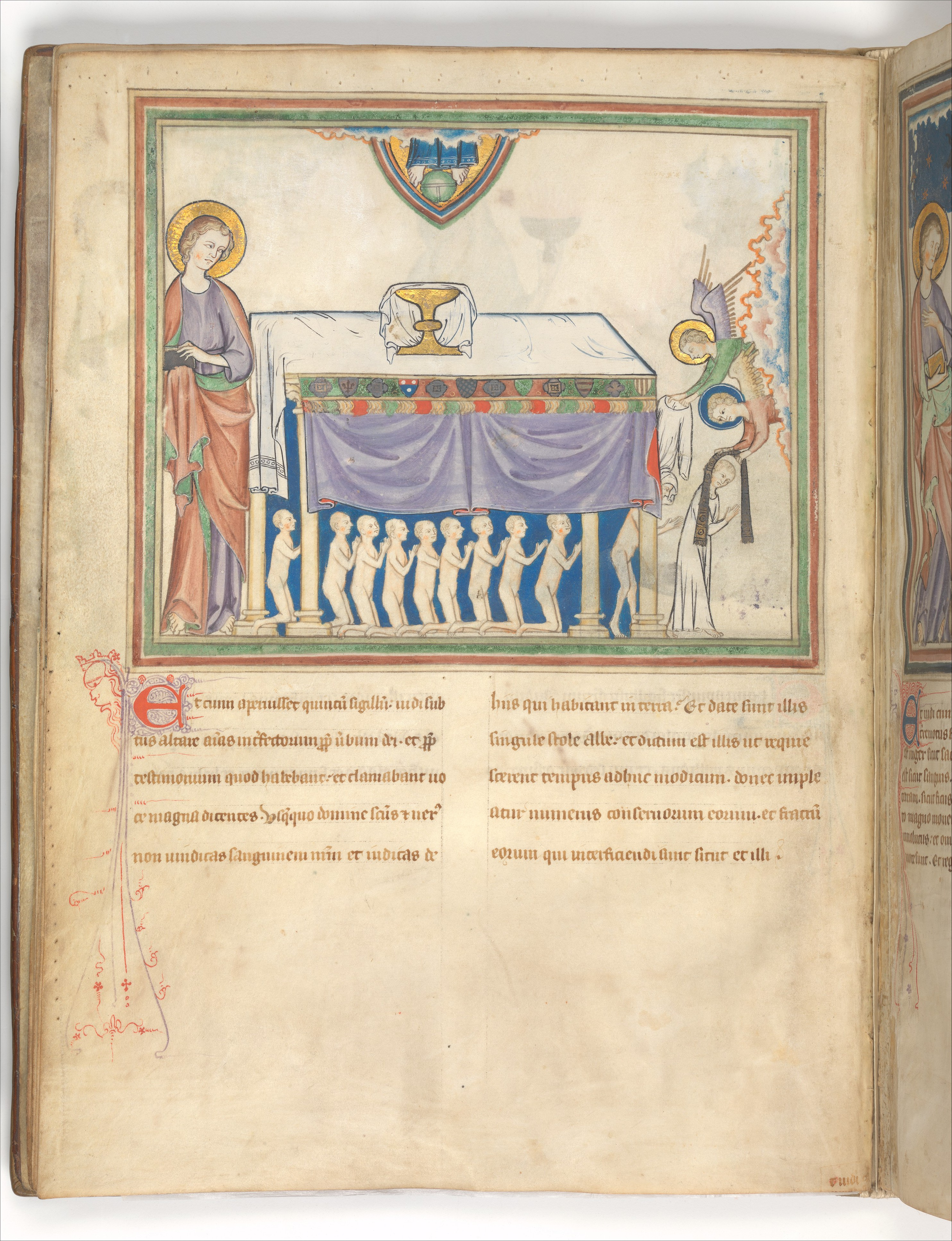
L'ouverture du cinquième sceau, avec le parement d'autel décoré de six écus, f.9v.

Le manuscrit ne contient aucune indication de provenance, cependant, l'analyse des blasons représentés dans l'ouvrage permet de tirer des suppositions sur son origine et ses déplacements. L'un des derniers folios (f.38v.) contient une miniature représentant les probables commanditaires de l'ouvrage agenouillés en prière, entourant saint Jean l'Évangéliste et la Vierge à l'Enfant. Chacun était accompagné de son blason mais celui-ci a été gratté. Celui de l'homme a totalement disparu mais celui de la dame contient encore suffisamment de traces pour pouvoir identifier celui de la famille de Jehan de Montigny, un seigneur du sud-ouest de la Normandie. Il s'agit peut-être de la fille de ce seigneur. Sur le folio 9v., d'autres blasons sont repérables sur le parement d'autel qui y est représenté et peuvent être identifiés partiellement grâce à l'Armorial Wijnbergen. Il s'agit là-encore de blasons d'origine normande, dans l'ordre de gauche à droite : celui de Jehan de Tilly, Richard de Carbonnel, seigneur de Canisy, Rychart de Viliers, Suart de Pirou et peut-être celui de Jehan de Bigars et de Jeanne de Beaumont (femme de Jehan de Tilly). 
Un dernier indice oriente enfin vers la Normandie et plus précisément vers Coutances : le manuscrit présente de nombreuses ressemblances avec le pontifical de Guillaume de Thieuville, un manuscrit (BNF, Lat.973) daté de sa prise de fonction à la tête de l'évêché de la ville en 1315. Le manuscrit de l'apocalypse, tout comme le pontifical, pourraient avoir été copiés et enluminés dans un scriptorium situé à Coutances ou dans les environs dans les années 1320.
Les miniatures du manuscrit de New York présentent des similitudes avec certaines de celles d'un autre manuscrit célèbre, le Codex Manesse, enluminé à Zürich en Suisse vers 1310 et complété jusque vers 1340. Les trois miniatures, réalisées d'une main désignée sous le nom de Maître du Troisième ajout, présentent plusieurs points communs avec celles du manuscrit de l'Apocalypse. Cette proximité est telle que les spécialistes pensent que l'Apocalypse a probablement séjourné en Suisse dès cette période. Une autre preuve appuie cette hypothèse : trois autres blasons, ajoutés a posteriori au folio 38 verso et partiellement grattés, présentent des origines suisses. Le premier représente les armes de la famille Büttikon, originaire de l'actuelle Argovie et plus précisément peut-être celles de Johans VI von Büttikon (1286-1360), un prélat qui a cumulé plusieurs charges dont celle d'abbé de la collégiale de Zofingue, dont le blason pourrait être le deuxième représenté sur le feuillet, et par ailleurs chanoine à Beromünster (canton de Lucerne), qui pourrait être le troisième blason.  
Le lien est difficile à établir entre deux régions aussi éloignées géographiquement et culturellement. Helmut Nickel a émis l'hypothèse qu'une personnalité permettrait de faire le lien entre la Normandie et la Suisse à cette période : il s'agit de Othon Ier de Grandson (1238-1328), un seigneur de Grandson, dans l'actuel canton de Vaud et qui a par ailleurs été un proche des rois Édouard Ier d'Angleterre et Édouard II pour qui il assuré plusieurs missions diplomatiques ainsi que la fonction de gouverneur des Îles Anglo-Normandes. On sait qu'en 1323, il effectue un séjour à Coutances auprès de l'évêque Guillaume de Thieuville, dont dépendent, du point de vue ecclésiastique, les îles dont il a la charge. En juillet 1324, il est présent à la rencontre de Bar-sur-Aube entre Charles IV le Bel et Léopold Ier d'Autriche au cours de laquelle il représente son suzerain direct, le comte Édouard de Savoie. Au cours de cette entrevue, les villes de Bâle, Constance et Zürich sont parties prenantes, et il rencontre peut-être à cette occasion son neveu Gérard de Vuippens, évêque de la ville de Bâle. Cela pourrait être par son intermédiaire que l'ouvrage du musée des Cloîtres se retrouve en Suisse, même si le lien entre Bâle et Zofingue n'est pas clairement établi. Une lettre datée de 1328, signée de John Grandisson (en), évêque d'Exeter et lui-aussi neveu d'Othon de Grandson, demande à l'évêque de Lausanne s'il aurait la possibilité de l'aider à récupérer les livres de la bibliothèque de son oncle qui vient alors de décéder à Aigle (Vaud). Cela confirme que le seigneur se déplaçait régulièrement avec sa bibliothèque comme il était alors d'usage.
Les Büttikon ont été gouverneurs pour les Habsbourg en Argovie. Ces derniers sont évincés de Suisse de manière définitive à l'occasion de la Bataille de Sempach en 1386. L'ouvrage est peut-être tombé entre les mains des confédérés suisse après cette bataille, ce qui expliquerait les blasons grattés dans le manuscrit.  
La lettre de l'évêque d'Exeter pourrait aussi expliquer la présence de l'ouvrage en Angleterre au XVIe siècle, le neveu étant peut-être finalement parvenu à récupérer les ouvrages de son oncle, même des années plus tard. Le manuscrit de l'Apocalypse est en effet la propriété d'un certain Sir Robert Pecham, qui en fait don en 1569 à Thomas Darell, docteur en théologie. Toujours d'après les annotations contenues dans l'ouvrage, en 1600, ce dernier, alors qu'il est prêtre à la cathédrale d'Agen, lègue cet ouvrage à Antoine de Lescazes, lui-aussi docteur en théologie. En 1728, Stéphane de Cauvy, prêtre de Bordeaux, fait l'acquisition de l'ouvrage auprès d'un marchand ambulant. Vers 1835, le docteur Louis-Maximien Rey, chirurgien en chef de l'hôpital Saint-André de Bordeaux, le reçoit en don d'une religieuse, qui l'avait elle-même reçu de Cauvy. À la fin du XIXe siècle, il appartient au baron Auvray. Lors de la vente aux enchères de sa collection à Tours les 9-10 juin 1920, le manuscrit est acquis (lot 203) par Edmond de Rothschild. Lors de la dispersion de la collection de sa fille Miriam-Alexandrine en 1965 (vente au Palais Galliera, 24 juin 1965, lot 2), il est acquis par le marchand Hans P. Kraus (en) qui le cède ensuite la même année au Metropolitan Museum of Art pour l'exposer au musée des Cloîtres à New York.

## Description

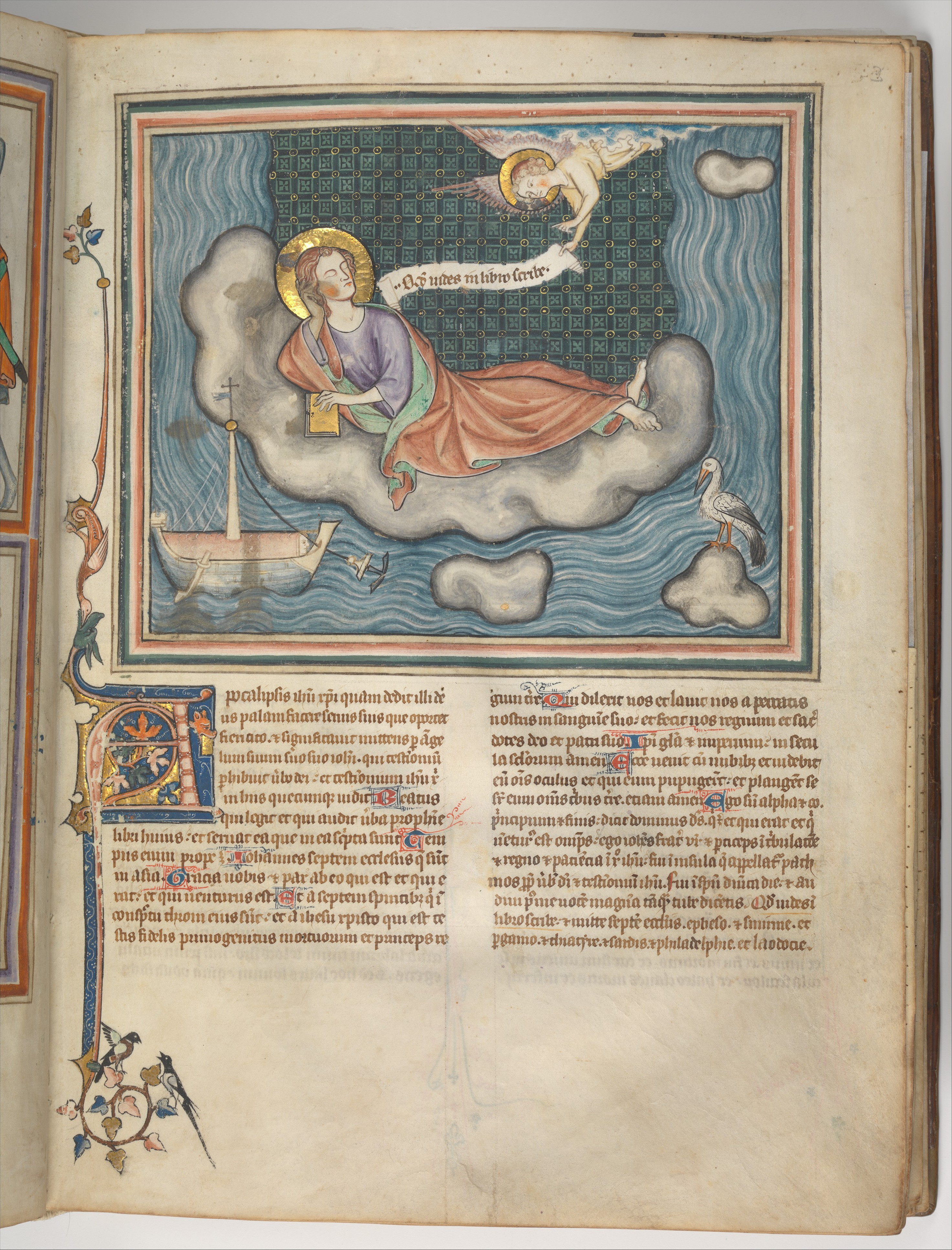
Saint Jean sur l'île de Patmos, f.3r.

Le manuscrit contient 40 folios reliés. Le texte de l'ouvrage correspond à celui de la Vulgate. Il est partiellement lacunaire, entre les folios 33v. et 34r, le texte manquant (16:14-20:3) ayant été ajouté sur des feuillets de papiers supplémentaires en fin d'ouvrage probablement au cours du XVe siècle. La source principale du manuscrit est probablement une copie d'origine anglaise, inspirée ou proche de l'Apocalypse de Lambeth. Deux autres copies très proches en ont été tirées, actuellement conservées à la Bibliothèque nationale de France (Lat.14410) et à la British Library (Add.17333). Mais contrairement à ces deux ouvrages, le manuscrit de New York est beaucoup plus riche du point de vue iconographique. 
Le manuscrit est décoré de 72 miniatures qui s'inspirent elles-aussi d'un modèle proche de l'apocalypse de Lambeth. Il possède l'originalité de contenir un cycle de la vie du Christ en préface (f.1-2) ainsi qu'une miniature de dédicace représentant les commanditaires en fin d'ouvrage (f.38v.). Ses miniatures, contrairement aux modèles anglais de cette époque, représentent des scènes beaucoup plus apaisées et insistent beaucoup moins sur l'aspect terrible du récit, avec des personnages élégants voire maniérés. 